# Cauldron Dome
Cauldron Dome (« dôme du chaudron »), est un tuya de Colombie-Britannique, au Canada. Il fait partie du champ volcanique du mont Cayley.

Carte topographique de la région du mont Cayley avec Cauldron Dome à gauche.